# Grand Prix of Houston 2006
Grand Prix of Houston 2006 var den andra deltävlingen i Champ Car 2006. Racet kördes den 13 maj på Houstons gator. Sébastien Bourdais kopplade ett fortsatt grepp på mästerskapet med en andra raka seger. Paul Tracy slutade tvåa, med Mario Domínguez som trea, och överraskningen Nelson Philippe som fyra.

## Slutresultat
| Plats | Förare             | Team                | Grid | Kvaltid  |
| ----- | ------------------ | ------------------- | ---- | -------- |
| 1     | Sébastien Bourdais | Newman/Haas Racing  | 5    | 58,627   |
| 2     | Paul Tracy         | Forsythe Racing     | 3    | 58,426   |
| 3     | Mario Domínguez    | Forsythe Racing     | 1    | 58,026   |
| 4     | Nelson Philippe    | HVM Racing          | 9    | 59,232   |
| 5     | Justin Wilson      | RuSPORT             | 7    | 58,829   |
| 6     | Andrew Ranger      | Conquest Racing     | 13   | 59,740   |
| 7     | Will Power         | Team Australia      | 10   | 59,302   |
| 8     | A.J. Allmendinger  | RuSPORT             | 4    | 58,572   |
| 9     | Cristiano da Matta | Dale Coyne Racing   | 14   | 1.00,195 |
| 10    | Bruno Junqueira    | Newman/Haas Racing  | 2    | 58,918   |
| 11    | Alex Tagliani      | Team Australia      | 6    | 58,765   |
| 12    | Oriol Servià       | PKV Racing          | 8    | 59,062   |
| 13    | Jan Heylen         | Dale Coyne Racing   | 17   | 1.00,839 |
| 14    | Katherine Legge    | PKV Racing          | 15   | 1.00,265 |
| 15    | Charles Zwolsman   | Conquest Racing     | 11   | 59,385   |
| 16    | Dan Clarke         | HVM Racing          | 12   | 59,550   |
| 17    | Nicky Pastorelli   | Rocketsports Racing | 16   | 1.00,269 |